# المشاعيف (القبيطة)

تعديل مصدري - تعديل

المشاعيف هي إحدى قرى عزلة كرش بمديرية القبيطة التابعة لمحافظة لحج، بلغ تعداد سكانها 29 نسمة حسب تعداد اليمن لعام 2004.